# Иван Константинович (князь оболенский)
Иван Константинович Оболенский (умер после 1380) — удельный князь оболенский, сын Константина, удельного князя Оболенского. После гибели отца оказался на московской службе, принимал участие в походе на Тверь и Куликовской битве. От 6 детей Ивана пошли разные ветви сильно размножившегося рода князей Оболенских, занимавшего видное положение среди московской боярской знати.

## Происхождение
Иван происходил из рода удельных князей Оболенский, происхождение которых традиционно возводилось к черниговскому князю Михаилу Всеволодовичу, однако это версия в настоящее время подвергается сомнению. Тарусский князь Юрий, который считается предком Оболенских, с точки зрения хронологии должен был жить в 1-й половине XIV века и не мог быть сыном Михаила Всеволодовича Черниговского.
Иван был одним из трёх сыновей Константина, удельного князя Оболенского, убитого в 1368 году во время похода великого князя литовского Ольгерда на Москву. У Ивана было двое братьев: Семён (старший) и Андрей (младший).

## Биография
В 1368 году после гибели князя Константина Оболенского и захвата удела литовцами Иван вместе с братьями оказался в Москве на службе у великого князя Дмитрия Ивановича (в будущем Донского), союзником которого был их отец. Неизвестно, обладали ли они какими-то суверенными правами в своих уделах, но какие-то владения в Оболенске у них были.
В 1375 году Иван в числе других удельных князей участвовал в походе Дмитрия Донского на Тверь. В 1380 году он вместе с братом Семёном участвовал в Куликовской битве. В первом случае назван братом Семёна и Иваном Константиновичем тарусским, во втором — братом Семёна и Иваном тарусским. В то же время в Куликовской битве среди погибших упомянуты Фёдор тарусский и брат его Мстислав, в изложении Воскресенской летописи Фёдор тарусский и брат его Иван-Мстислав, который соответствует князю Ивану-Мстиславу Любецкого синодика.

## Брак и дети
Имя жены Ивана неизвестно. У него было 6 сыновей, потомство которых сильно размножилось в XV—XVI веках:
- Никита, от которого произошли князья Ноготковы и Курлятевы;
- Василий Косой, от которого произошли князья Стригины, Ярославовы, Нагие, Телепневы и Овчинины-Телепневы;
- Михаил от которого произошли князья Туренины, Репнины и Шафыревы;
- Владимир от которого произошли князья Лыковы, Кашины и Пенинские;
- Семён, от которого произошли князья Щепины;
- Глеб, потомки которого писались как Оболенские.

Сохранив княжеский титул, потомки Ивана верной службой завоевали себе заметное положение среди московской боярской знати.